# Écluse de Suresnes
Le barrage-écluse de Suresnes est un édifice fluvial situé sur la Seine à Suresnes (Hauts-de-Seine), le long du quai Gallieni. Il est composé de trois écluses et de deux barrages (ces derniers étant séparés par l'île de Puteaux),. Il mesure 185 m de long, 18 m de large et 5 m de profondeur.
Un premier ouvrage est construit en 1869, reconstruit en 1880-1885 puis en 1931-1933.

## Histoire

Carte contemporaine.

La Seine, aujourd'hui située dans la région francilienne à une vingtaine de mètres au-dessus du niveau de la mer, est de nos jours un fleuve calme et sinueux. Historiquement, il fut pourtant longtemps « imprécis et marécageux » note l'historien de Suresnes René Sordes. Ainsi sous l'Antiquité, l'armée romaine, en guerre avec la tribu des Parisii, connut de grandes difficultés près de Lutèce, cité protégée par des marais.
Pendant longtemps, la Seine n'était pas navigable une partie de l'année, l'hiver à cause des glaces ou des crues, l'été à cause de la sécheresse, ce à quoi va mettre un terme la construction de barrages et d'écluses.

### Le barrage-écluse auXIXesiècle
La révolution industrielle rend en effet nécessaire la circulation du fleuve toute l'année pour le transport de marchandises.
Le 6 décembre 1861, le préfet Haussmann signe une enquête pour créer un barrage à Suresnes ; le décret du 11 décembre 1864 y ordonne la construction d'une écluse et d'un déversoir fixe, dont les travaux finissent en 1869. Comprenant une écluse et un barrage, l'ouvrage fait 12 mètres de large, 120 mètres de long et permet 2,20 mètres de mouillage. Il relève le plan d'eau entre Paris et Suresnes à deux mètres, ce qui permet d’accroître la circulation des péniches,, notamment vers la Belgique d'un côté et Le Havre de l'autre. Le barrage-écluse est découpé en trois éléments : une écluse côté rive gauche, un barrage à aiguilles au centre et un déversoir maçonné allant jusqu'à la pointe de l'île de Puteaux.
Le 6 avril 1878, une loi est votée afin d'effectuer de grands travaux améliorant la navigation entre Paris et Rouen. L’écluse de Suresnes doit donc être modifiée ; les plans sont approuvés par la décision ministérielle du 22 novembre 1879. Elle est alors doublée par l'ingénieur Auguste Boule (le barrage de Suresnes est reconstruit et celui de Neuilly est remplacé par un autre sur le bras droit de Suresnes). Il faut pour cela, côté Suresnes, empiéter sur le chemin de halage, déplacer la maison de l'éclusier et exproprier des terrains de riverains. Les travaux, réalisés de 1880 à 1885 et d'un coût de trois millions de francs, amènent à prolonger l'ancienne écluse de 57 mètres et d'en construire une seconde de 180 mètres de long. Entre le barrage éclusé de Port-à-l'Anglais (Vitry-sur-Seine et Alfortville) et l'écluse de Suresnes, il y a donc désormais un tirant d’eau maximal de 3 mètres,.

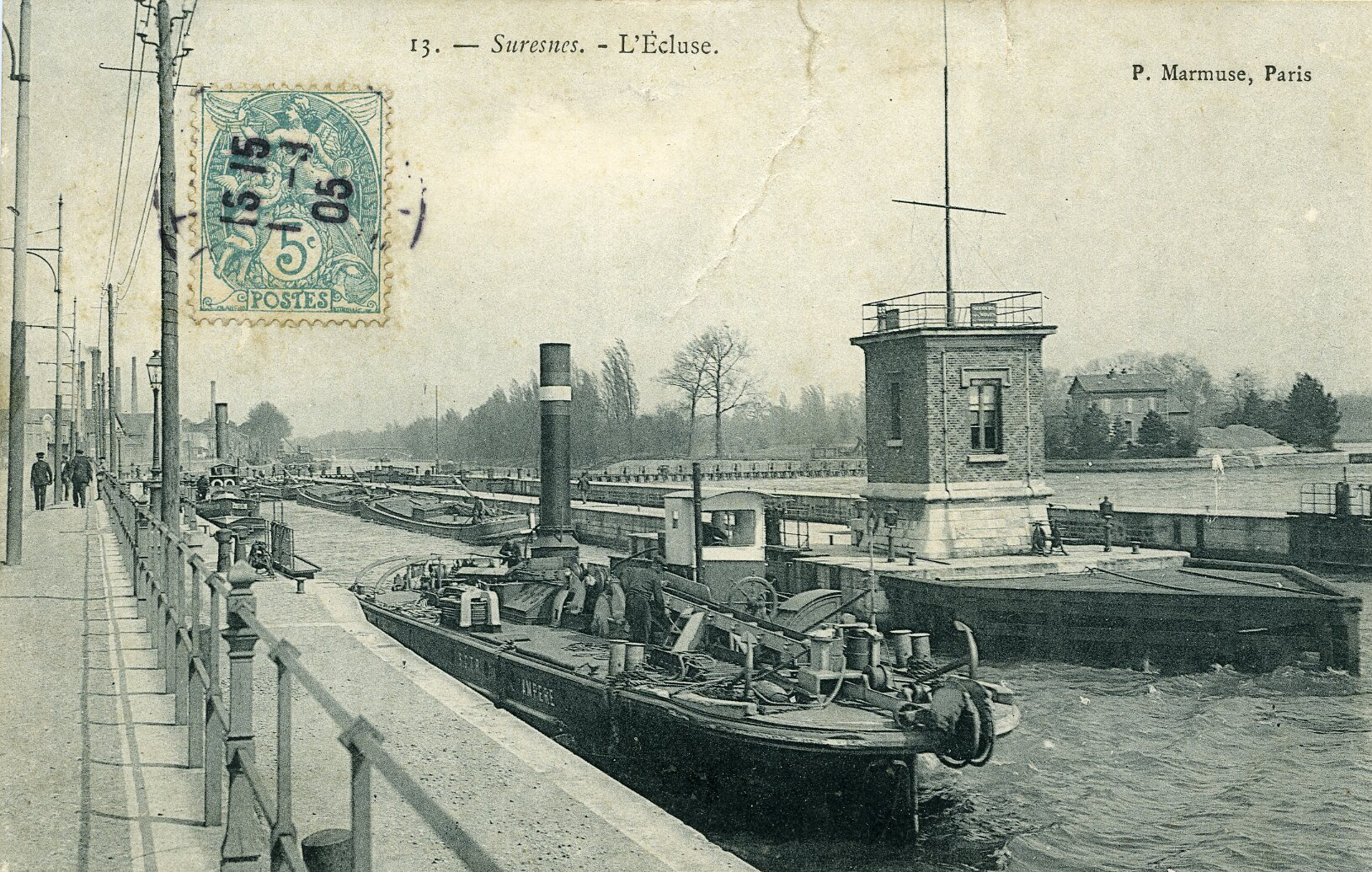
L'écluse en 1905.
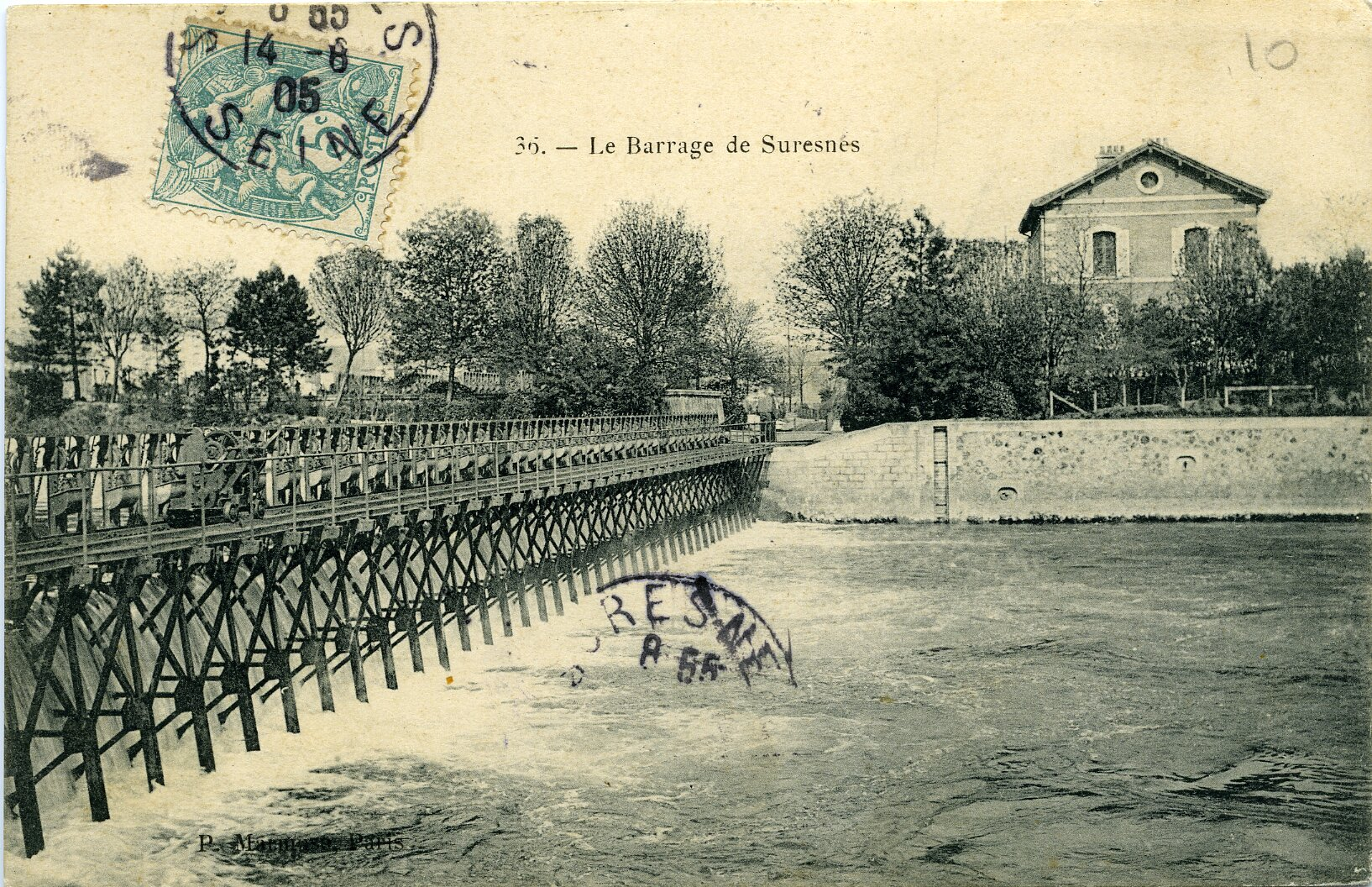
La maison de l'éclusier sur l'île de Puteaux (le bâtiment existe encore de nos jours).
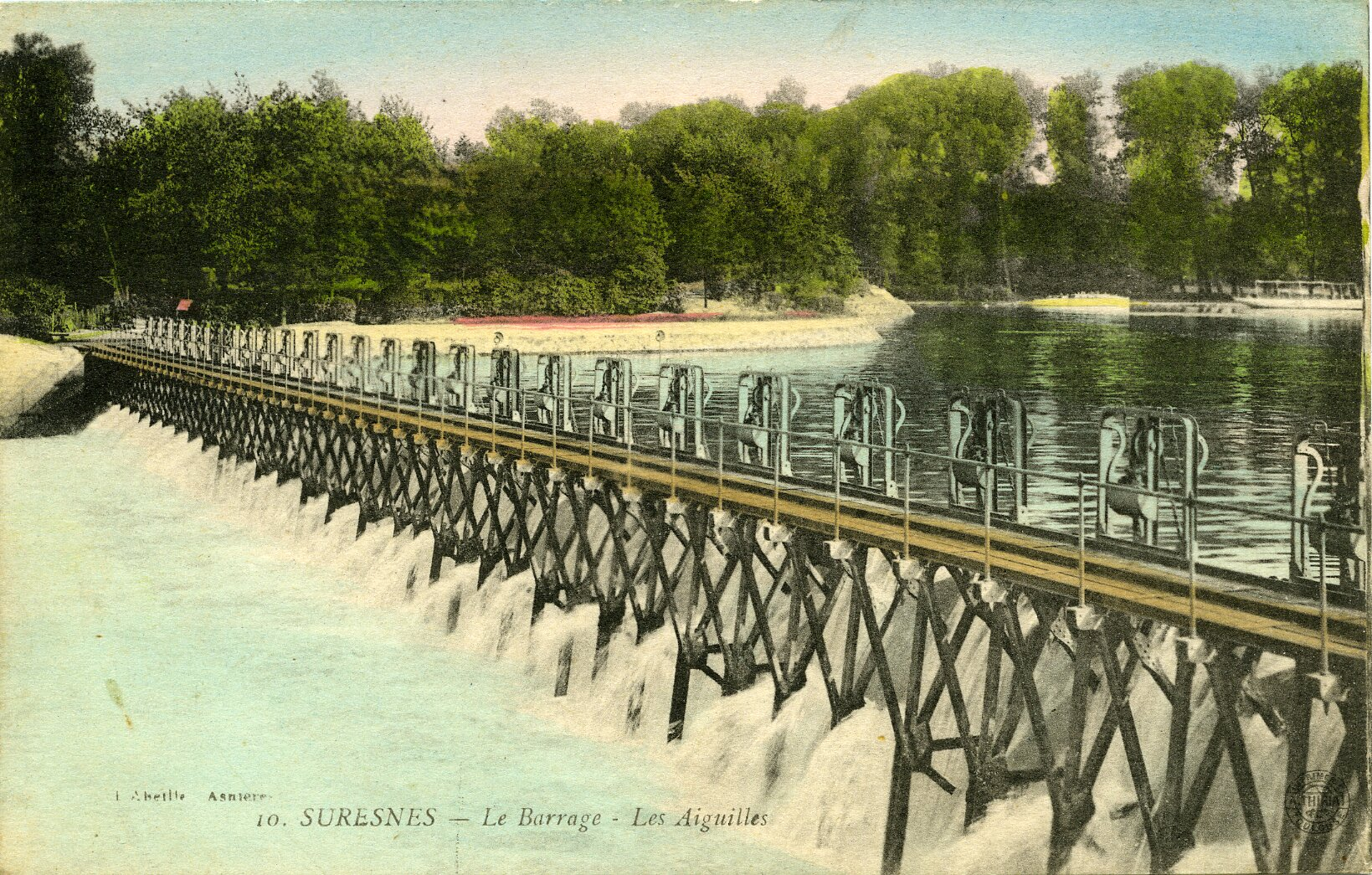
Le barrage en 1917.

### Les travaux de l'entre-deux-guerres

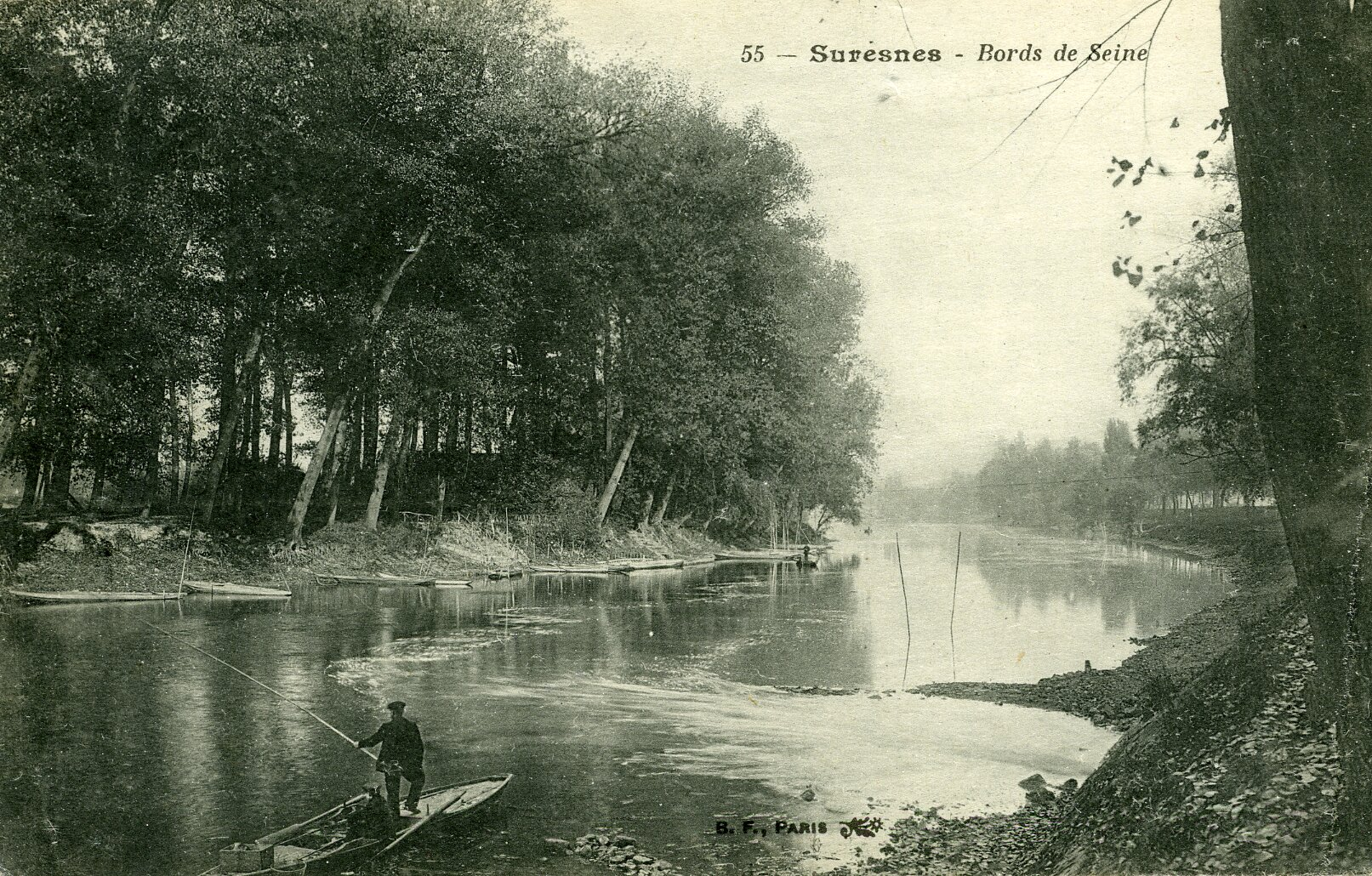
Le bras entre l'île de Puteaux et le bois de Boulogne au tournant du XXe siècle, avant la construction du barrage.

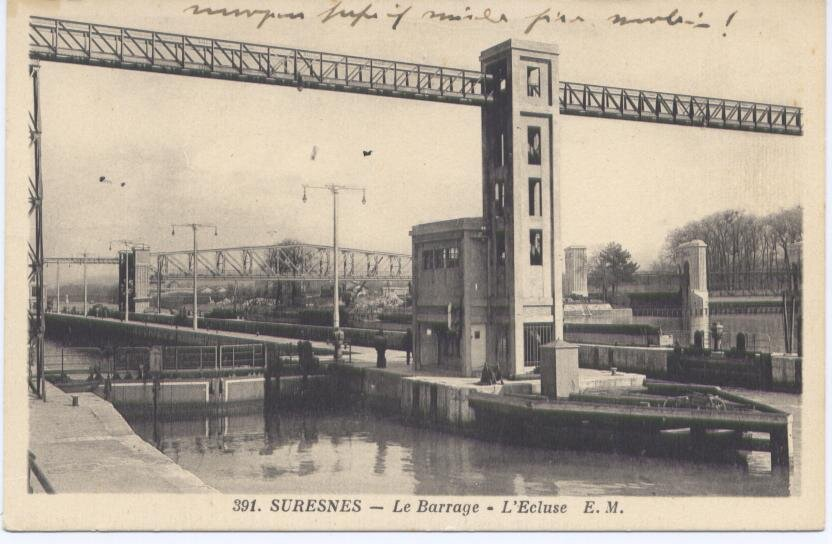
Le barrage-écluse de l'entre-deux-guerres remplace celui des années 1880, jugé insuffisamment efficace (vue depuis Suresnes).

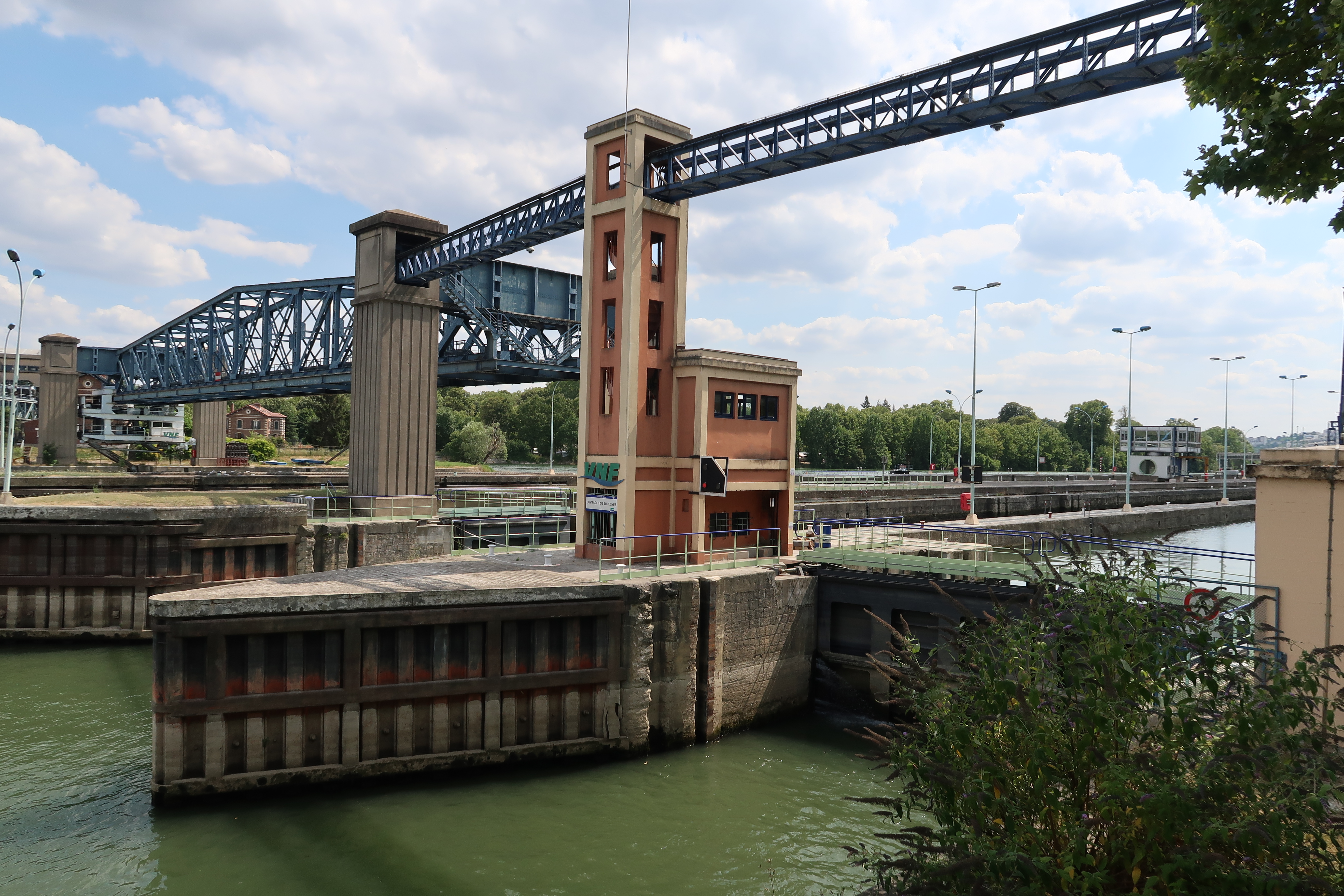
Même édifice, de nos jours.

Après la crue de 1910, qui inonde une partie du bas de Suresnes, a lieu une prise de conscience, afin d'assurer un meilleur débit de la Seine. Un décret du 30 mai 1926, confirmé par une loi du 27 juillet 1927, prévoit ainsi de construire un nouveau barrage, plus manœuvrable et demandant moins de personnel. Ce barrage amène à réduire le seuil d'écoulement des eaux et supprime le bras de la Seine longeant le bois de Boulogne, jusque là apprécié des pêcheurs pour son calme mais où se déversaient aussi les égouts de Passy. Le bras dit « de la Folie » (une guinguette se trouvait alors sur l'île, ainsi que des jardins anglais qui dépendaient de la propriété Rothschild) est comblé avec les énormes déblais issus de la reconfiguration du palais du Trocadéro en 1937, ainsi que par la carcasse de l'ancien barrage. Il ne reste dès lors que deux bras de fleuve : entre l'île de la Folie et celle de Puteaux (le déversoir), entre la pointe de l'île de Puteaux et l'écluse de Suresnes (la passe navigable),.
Un déversoir large de 66 mètres et divisé en deux passes de 30,5 mètres, qu'une pile de cinq mètres sépare (vannes métalliques superposées), est ainsi construit de 1930 à 1933, nécessitant 350 tonnes d'acier ainsi que 1 190 tonnes d'acier profilé et de tôle. Les parties sont fermées par deux vannes en acier, surmontées d'une passerelle. Il permet de déverser beaucoup d’eau en cas de forte crue. Au moment de la construction du déversoir, une étude est entreprise pour le barrage de la passe navigable, utilisé en cas d'inondation, dans le cas où le barrage et l’écluse ne seraient plus utilisables. D'une largeur de 72 mètres, il comprend un ouvrage à hausses mobiles, type Pacaud, amélioré par l’ingénieur Dubat. 34 éléments d'environ 2 mètres de largeur et 7 de haut barrent donc le fleuve, et peuvent être couchés en fonction des besoins, la manœuvre étant réalisée depuis un pont supérieur, avec un chariot de 78 tonnes. Les travaux prennent fin en novembre 1933, réalisés par les ingénieurs Lang et Moranne ; les parties métalliques proviennent des ateliers Moisant, Laurent et Savey. Il y a donc désormais une troisième écluse, qui permet le passage de convois de onze péniches et un remorqueur par écluse. L'ouvrage mesure 199 mètres de long, 12 mètres de large, avec 4 mètres de tirant d'eau.

### Depuis la fin du XXesiècle
Une nouvelle section est construite en 1972 le long des premières écluses et à travers le barrage, réalisée par les ingénieurs Alain Gauthier et Michel Paquet, afin de laisser passer les convois de 5000 tonnes et d'un tirant d'eau de 4 mètres. Cette écluse mesure 185 m de long, 18 mètres de large et 5 mètres de profondeur. De nos jours, les barrages et l'écluse sont entièrement automatisés.
En 2023, les écluses de Suresnes sont les plus empruntées de France (21 000 passages, 6,3 millions de tonnes de marchandises, 200 000 passagers).
Il s'agit de la seule porte d'entrée fluviale vers Paris. Le barrage-écluse de Suresnes est doté d'un poste de commandement contrôlant les 17 km de Seine qui le séparent de celui de Maisons-Alfort (Val-de-Marne). L'ouvrage fonctionne 359 jours par an. Classé Vigipirate rouge, il est aussi chargé de protéger Paris des inondations pendant les crues,.

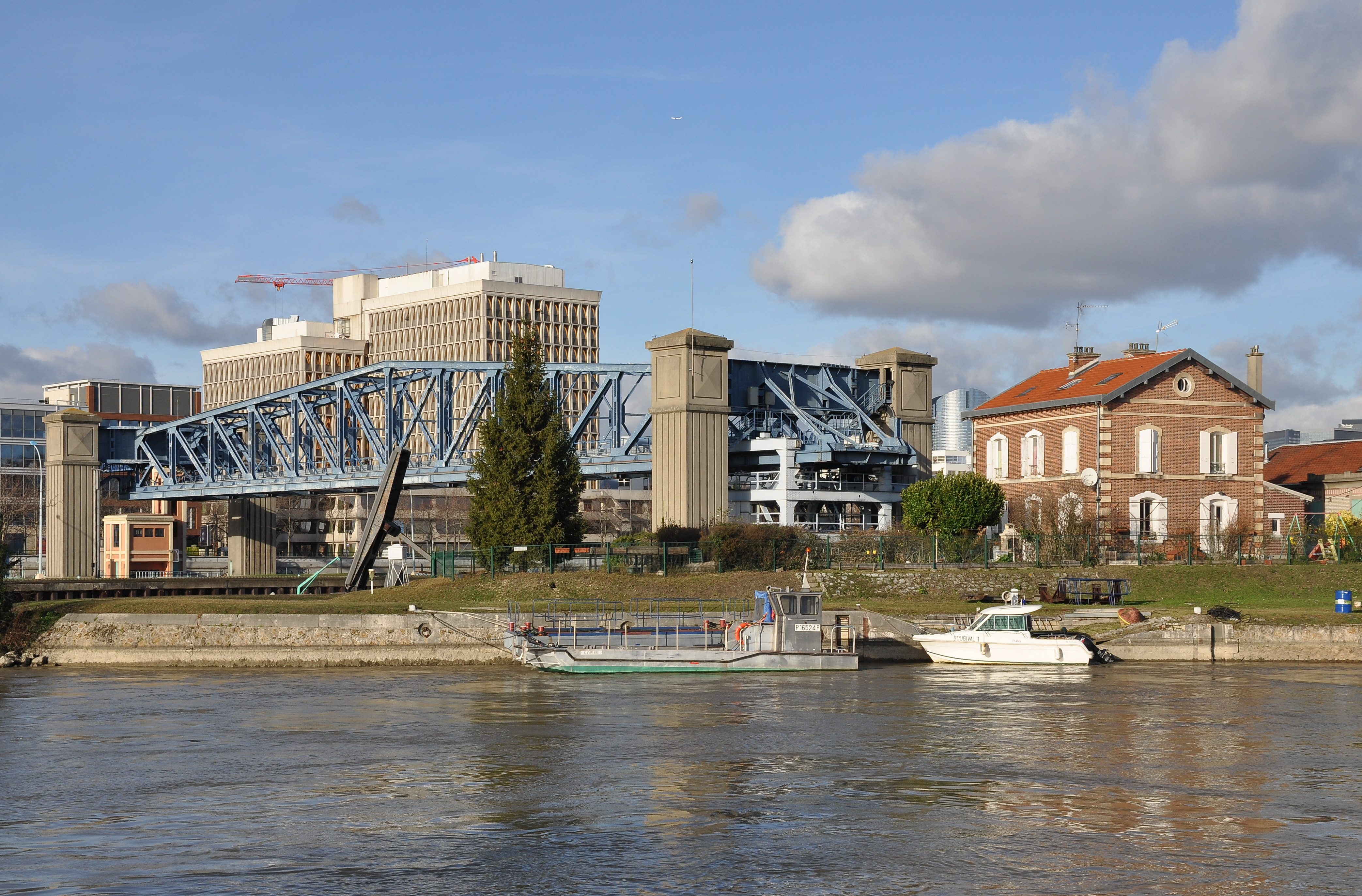
Vue du bois de Boulogne vers Suresnes.
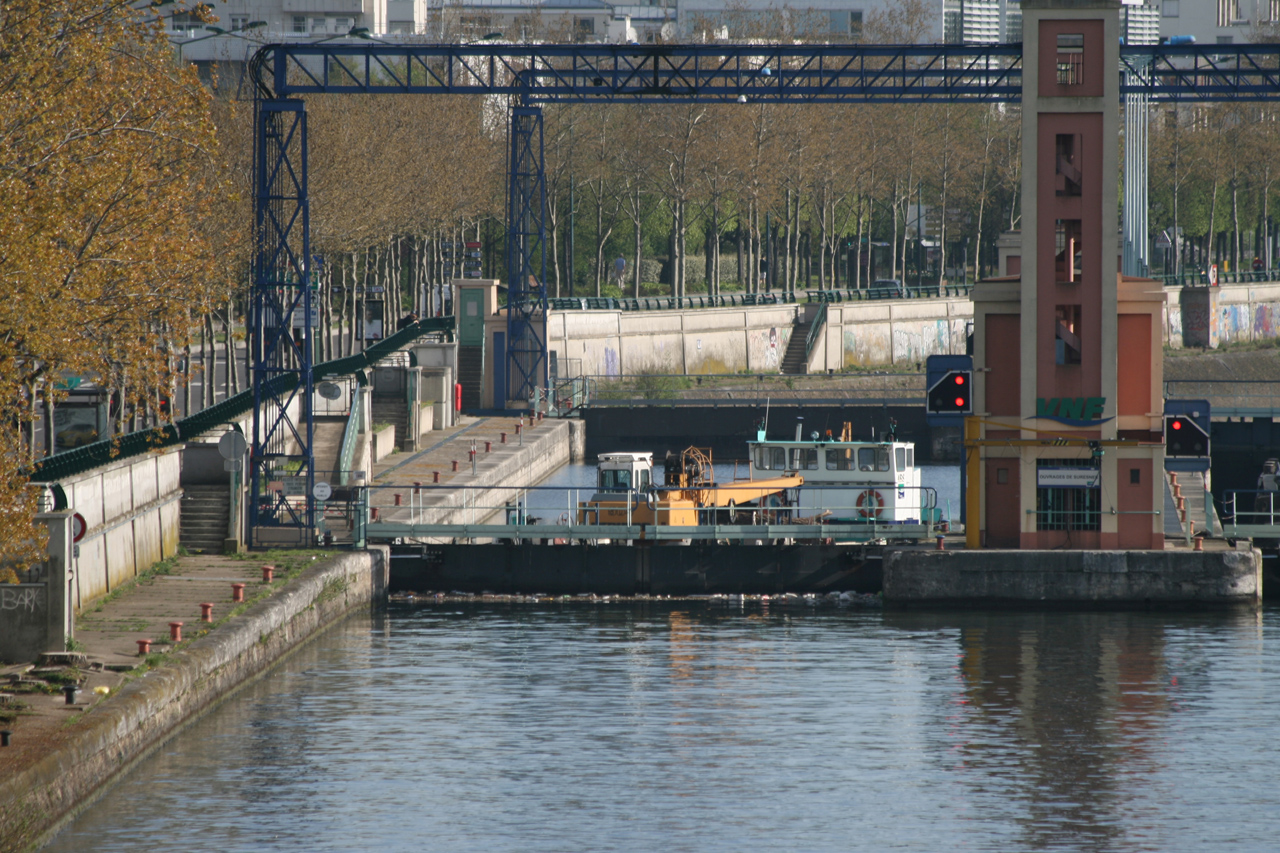
Détail de l'écluse la plus occidentale.
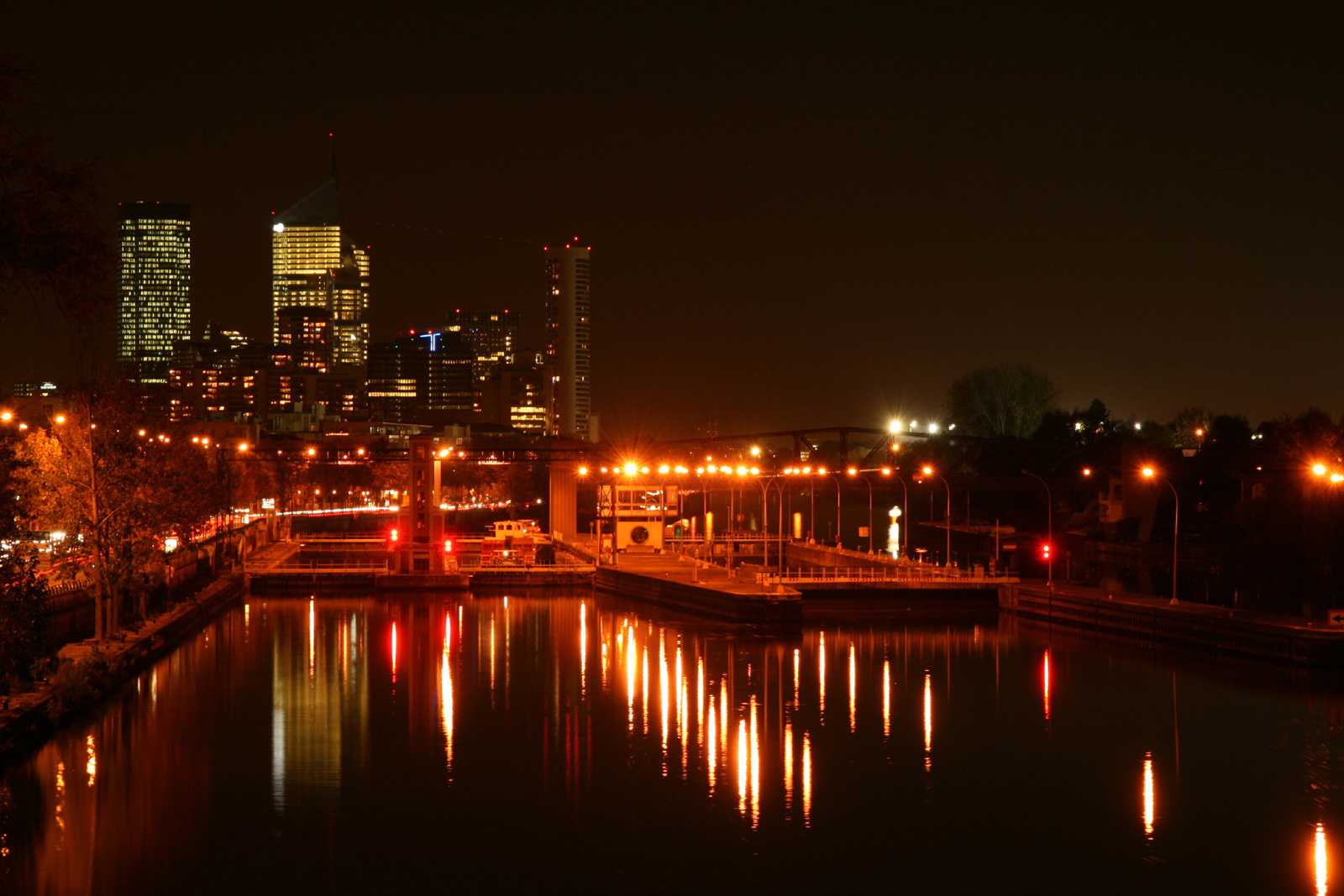
Le barrage-écluse de nuit, avec La Défense en arrière-plan (vue du pont de Suresnes).

## Architecture
Le gros-œuvre est réalisé en brique, fer, calcaire, pierre de taille et béton armé et la couverture en tuile mécanique. L'édifice comprend un étage de soubassement, deux étages carrés et une élévation à travées, disposant d'un toit à longs pans.

## Au cinéma
Dans une scène du film Le cave se rebiffe (1961) où le « Dabe » (Jean Gabin) demande à Mme Pauline (Françoise Rosay) ce que sont devenus d'anciens malfrats perdus de vue, pour la plupart décédés du fait de leurs méfaits, celle-ci lui répond au sujet de l'un entre-eux : « On l'a repêché au barrage de Suresnes avec une bastos dans la tête. Encore un règlement de compte ».

### Histoire de Suresnes. Des origines à 1945(1965)
1. ↑  Sordes 1965, p. 17.
2. 1 2 3  Sordes 1965, p. 516-517.
3. ↑  Sordes 1965, p. 517-519.
4. ↑  Sordes 1965, p. 519.
5. ↑  Sordes 1965, p. 520-521.

### Suresnes. Mémoire en images(1995)
1. ↑  Hebert et Noël 1995, p. 89.

## Annexe